# Kianda (gudinna)
Kianda, även kallad Dandalunda, är vattnets gudinna och fiskarnas beskyddare i traditionell angolansk religion.